# Глухих, Рафаил Михеевич
Рафаи́л Михе́евич Глухи́х (22 апреля [5 мая] 1913, Котельнич, Вятская губерния — 30 ноября 1999) — российский инженер, разработчик антенных устройств, лауреат Ленинской премии.
Родился в г. Котельнич Вятской губернии.
Окончил два курса радиотехникума. В 1930—1940-е гг. работал в Ленинграде, Казани, Кирове конструктором в различных организациях.
В 1950—1989 в СКБ завода № 197 (ННИИРТ): конструктор, ведущий конструктор, начальник отдела антенных устройств, старший научный сотрудник.
Разработчик антенных устройств оборонного и гражданского назначения. Заместитель главного конструктора РЛС П-8 и 5Н69.
Лауреат Ленинской премии (1960) — за РЛС П-14.
Награждён орденом Трудового Красного Знамени.